# Warszawa Wschodnia

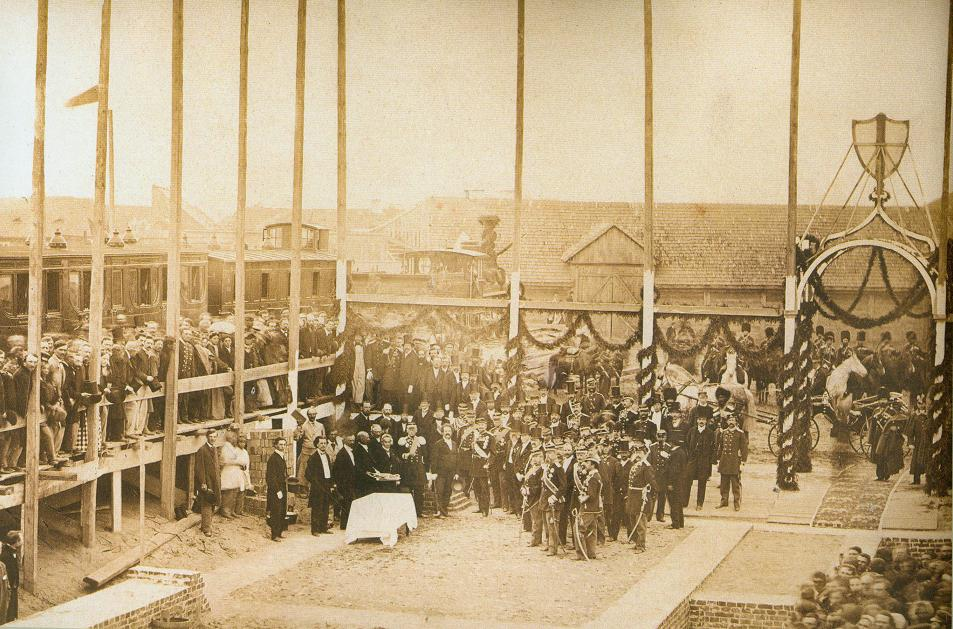
Wmurowanie kamienia węgielnego pod budowę Dworca Terespolskiego, 18 maja 1866

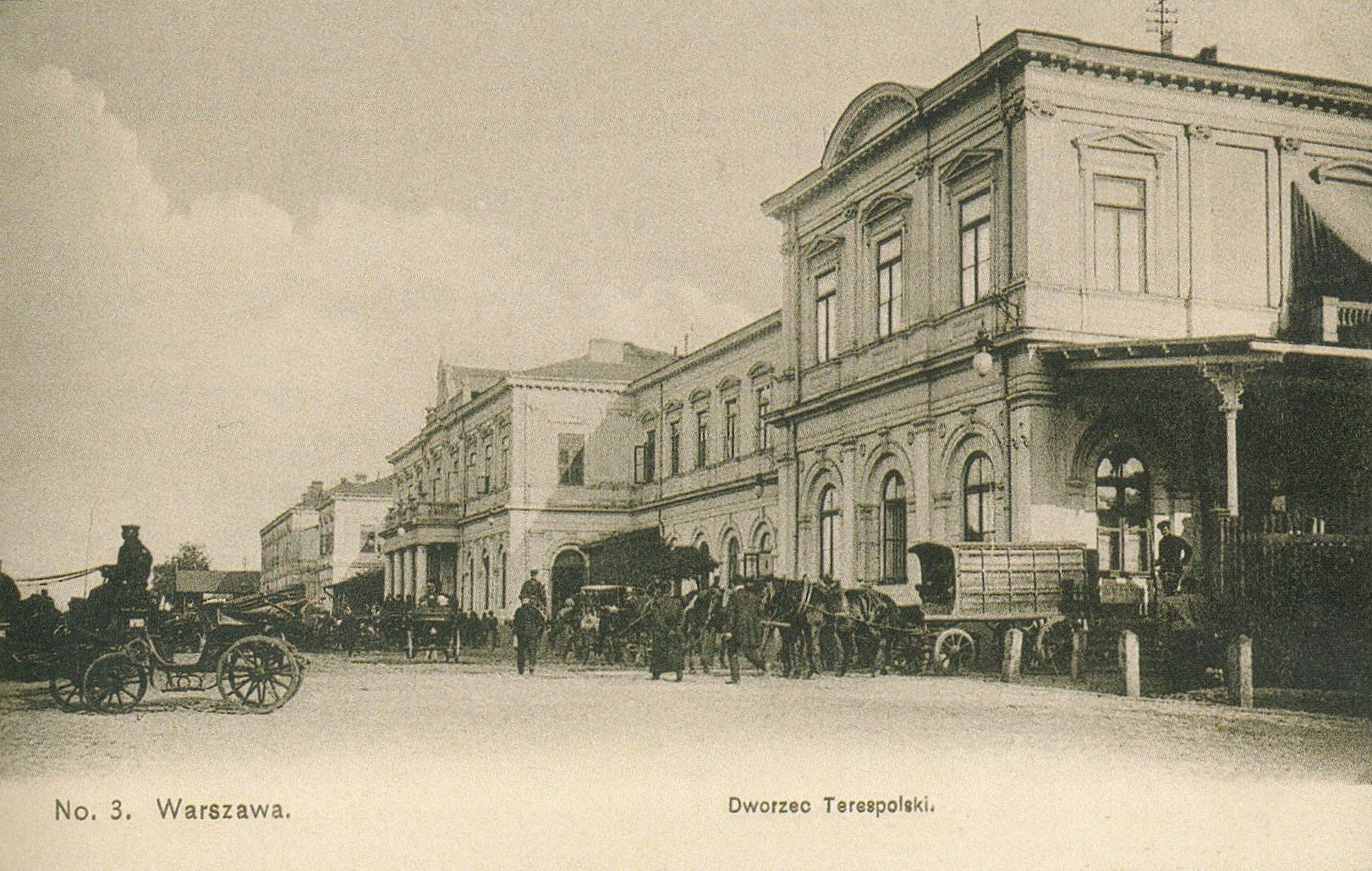
Dworzec Terespolski ok. 1908

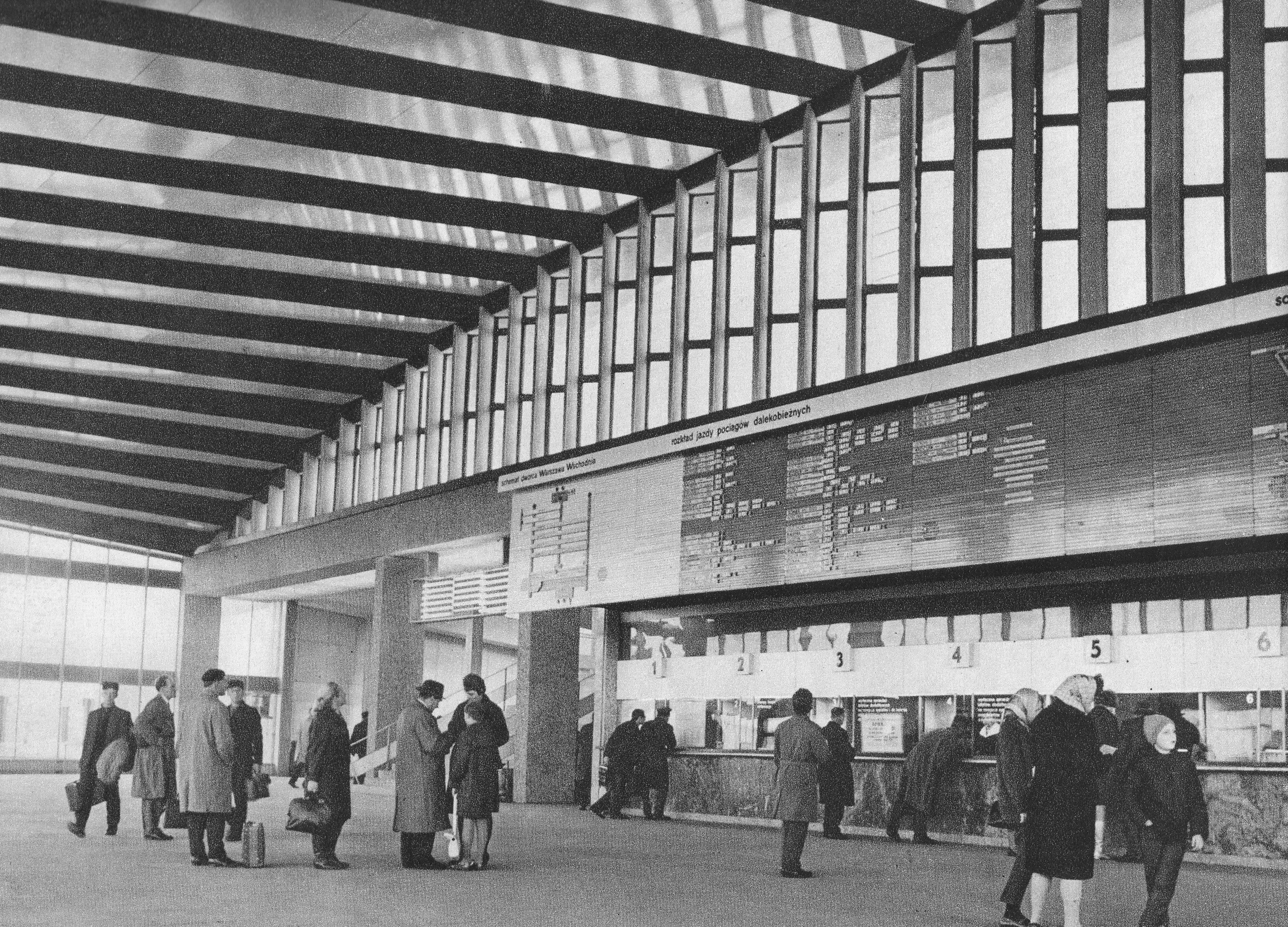
Hala dworca w latach 70.

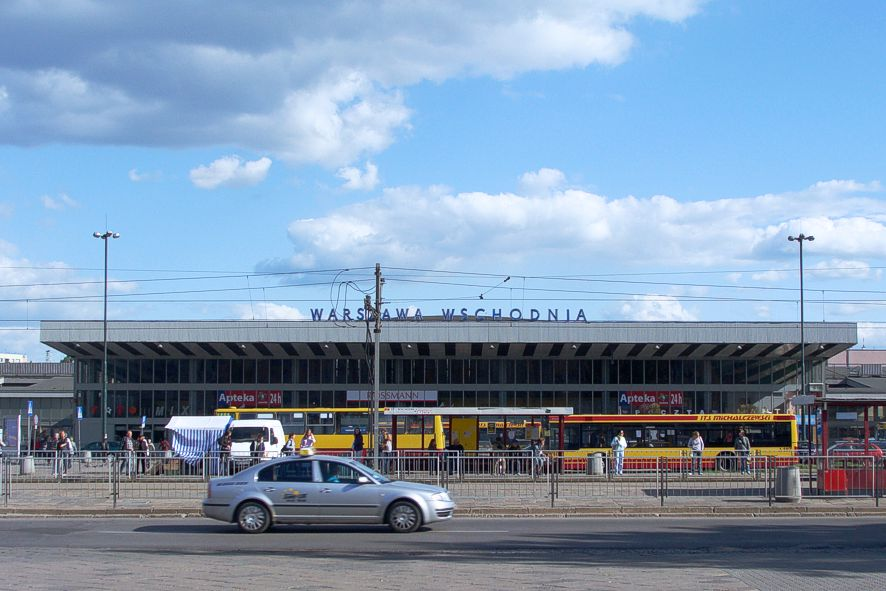
Widok budynku dworca od strony ul. Kijowskiej (2009)

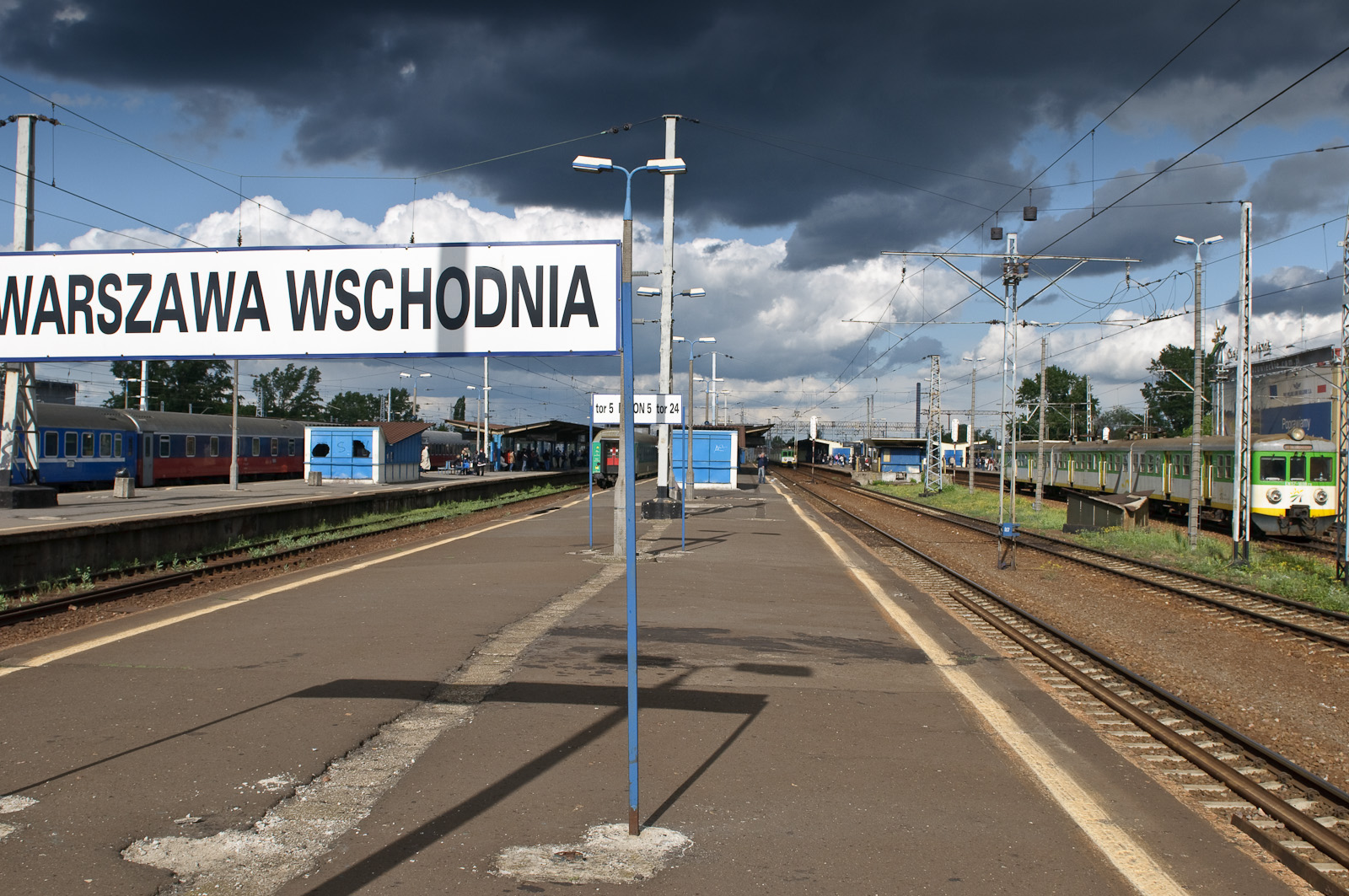
Jeden z peronów stacji Warszawa Wschodnia (2009)

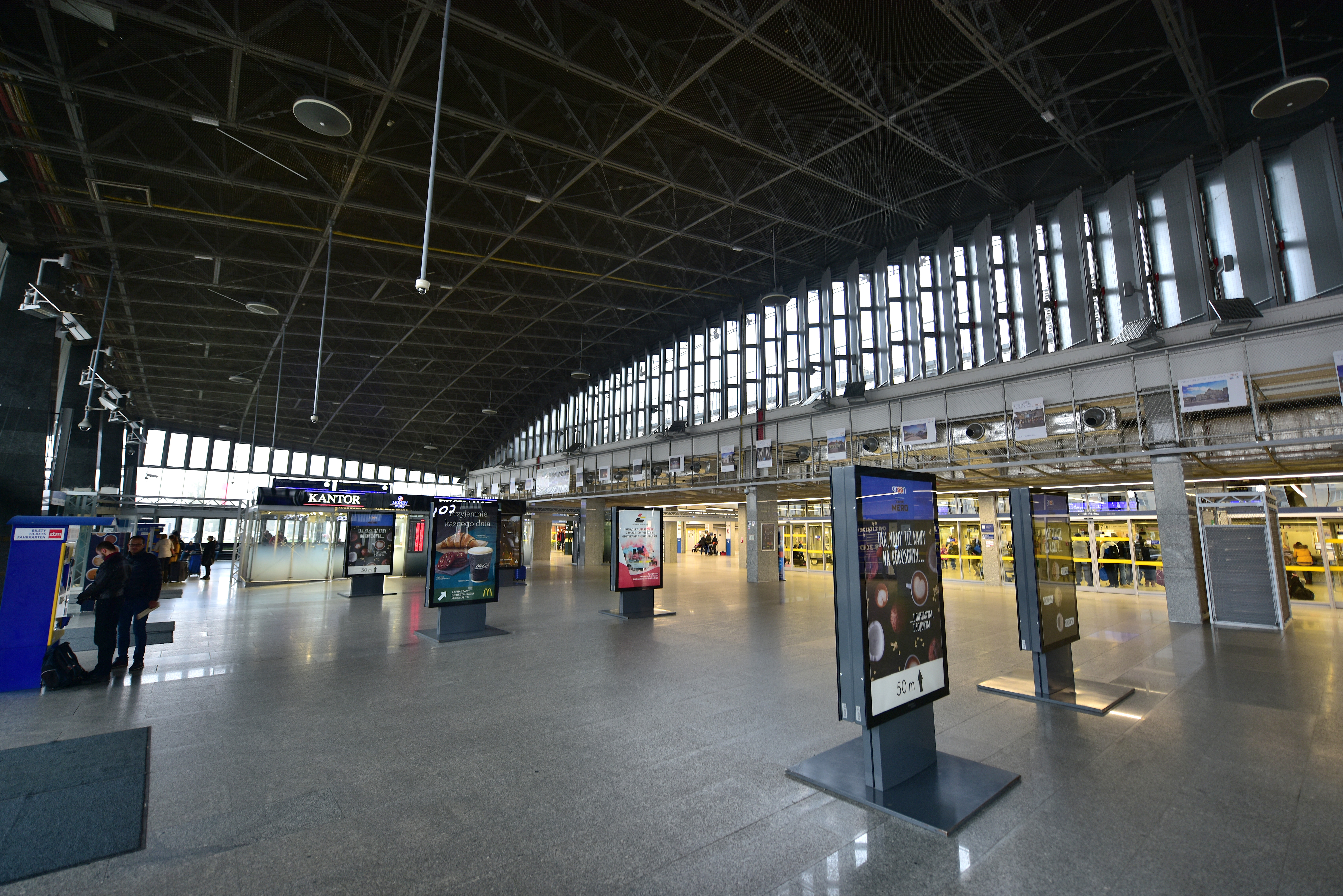
Hala dworca (2018)

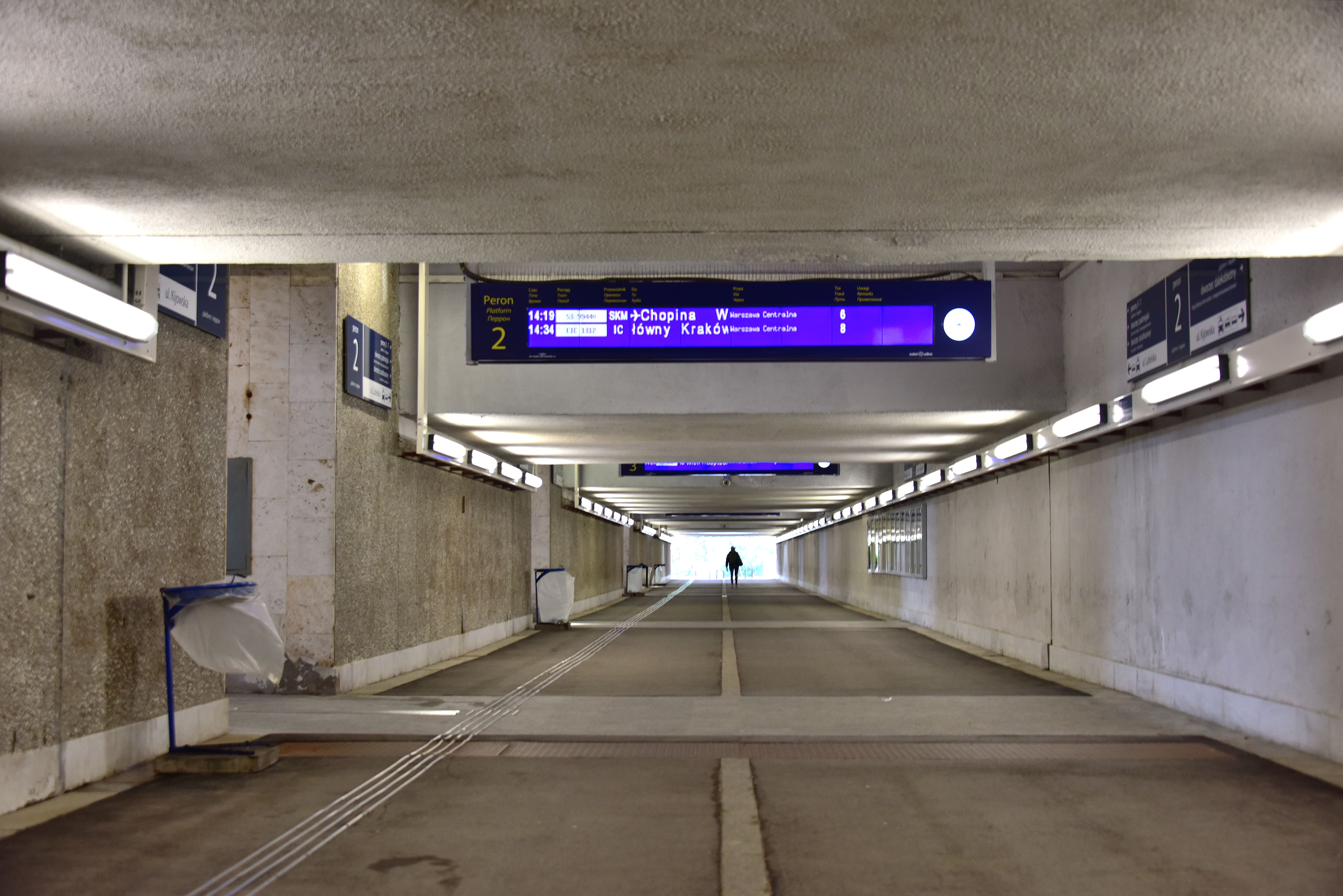
Tunel dworca

Warszawa Wschodnia, zwyczajowo Dworzec Wschodni – druga co do wielkości stacja kolejowa w Warszawie, położona na warszawskiej linii średnicowej. Znajduje się między dzielnicami Praga-Północ (Szmulowizna) i Praga-Południe (Kamionek). Znajdujący się na niej Dworzec Warszawa Wschodnia im. Romana Dmowskiego według klasyfikacji PKP ma najwyższą kategorię dworca Premium i znajduje się między ulicami Kijowską a Lubelską, na zachodnim krańcu terenów stacji.
W roku 2022 wymiana pasażerska na stacji wyniosła 13,5 mln osób, co dało jej 5. miejsce w Polsce.

## Połączenia

### Połączenia aglomeracyjne:
| Przewoźnik         | Linia     | Trasa                                                                  |       |
| ------------------ | --------- | ---------------------------------------------------------------------- | ----- |
| Koleje Mazowieckie | R1/RE1    | Warszawa Wschodnia – Skierniewice                                      | [ 5 ] |
| Koleje Mazowieckie | R2/RE2    | Warszawa Zachodnia – Warszawa Wschodnia – Siedlce – Łuków              | [ 5 ] |
| Koleje Mazowieckie | R3/RE3/31 | Warszawa Wschodnia – Błonie – Sochaczew – Łowicz Główny – Płock        | [ 5 ] |
| Koleje Mazowieckie | R6/RE6    | Warszawa Zachodnia – Warszawa Wschodnia – Tłuszcz                      | [ 5 ] |
| Koleje Mazowieckie | RE61      | Warszawa Zachodnia – Warszawa Wschodnia – Ostrołęka                    | [ 5 ] |
| Koleje Mazowieckie | R7        | Warszawa Zachodnia – Warszawa Wschodnia – Dęblin                       | [ 5 ] |
| Koleje Mazowieckie | RE80      | Warszawa Wschodnia – Radom Główny/Skarżysko-Kamienna                   | [ 5 ] |
| Koleje Mazowieckie | R9        | Warszawa Zachodnia – Warszawa Wschodnia – Nasielsk (tylko nocne kursy) | [ 5 ] |
| Koleje Mazowieckie | RL        | Warszawa Lotnisko Chopina – Warszawa Wschodnia – Modlin                | [ 5 ] |
| SKM Warszawa       | S1        | Pruszków – Warszawa Wschodnia – Otwock                                 | [ 6 ] |
| SKM Warszawa       | S2        | Warszawa Lotnisko Chopina – Warszawa Wschodnia – Sulejówek Miłosna     | [ 6 ] |
| SKM Warszawa       | S3        | Legionowo – Warszawa Wschodnia – Warszawa Lotnisko Chopina             | [ 6 ] |

#### Inne:
| Przewoźnik                    | Linia          | Trasa |
| ----------------------------- | -------------- | --- |
| PKP Intercity / Ukrzaliznycia | TLK 68         | Warszawa Zachodnia – Warszawa Centralna – Warszawa Wschodnia – Dęblin – Puławy Miasto – Lublin Główny – Chełm – Kyjiw Pasażyrśkyj                      |
| PKP Intercity / Deutsche Bahn | EIC/EC 246/248 | Warszawa Wschodnia – Warszawa Centralna – Warszawa Zachodnia – Kutno – Konin – Poznań Główny – Frankfurt(Oder) – Berlin Ostbanhof – Berlin Hauptbanhof |

## Historia
Powstanie stacji wiąże się z budową Kolei Warszawsko-Terespolskiej, w ramach której w roku 1866 oddano do użytku dworzec Warszawa Praga, położony między obecnym dworcem a ul. Targową. Był on nazywany Dworcem Terespolskim lub Dworcem Brzeskim. Ten dworzec czołowy obsługiwał głównie pociągi w kierunku Brześcia i Lublina. Jako jeden z nielicznych warszawskich dworców uniknął w 1915 większych zniszczeń ze strony wycofujących się wojsk rosyjskich.
Podczas przebudowy Warszawskiego Węzła Kolejowego rozpoczętej w 1919 stacja została przebudowana na czołowo-przelotową i od 1933 stała się elementem warszawskiej linii średnicowej. Perony zostały przesunięte w obecne miejsce – na nasypie. Nasyp przykrył też dotychczasowy teren peronów i torów. Budynek dworcowy znalazł się poza strefą stacyjną. Obok pozostawiono tylko jeden tor prowadzący m.in. do Portu Praskiego. Funkcje dworcowe przejęły obiekty prowizoryczne po obu stronach nasypu. Na dawnym budynku ustawiono tablice wskazujące kierunek do nowego położenia kas i peronów.
Podczas obrony Warszawy w pierwszych dniach wrześniu 1939 stacja była wielokrotnie bombardowana, w wyniku czego wielu ewakuujących się mieszkańców miasta zostało rannych. Pomoc niosły im warszawskie harcerki i uczennice, z których ok. 20 zginęło podczas nalotu Luftwaffe 5 września. Upamiętnia je kamień ustawiony w 1968 naprzeciwko jednego z wejść do dworca od strony ul. Kijowskiej.
W 1944 r. dotychczasowy budynek uległ zniszczeniu. W odległości ok. 100 metrów od obecnego gmachu dworcowego w kierunku ul. Targowej zachował się niewielki fragment skrzydła budynku dawnego Dworca Terespolskiego, obecnie zaadaptowany na punkt skupu złomu. Do dziś pozostająca resztka jest jedyną pozostałością historycznych dworców warszawskich.
Elementem całkowitej przebudowy tego rejonu Pragi po zakończeniu II wojny światowej była przebudowa i gruntowna modernizacja układu torowego stacji Warszawa Wschodnia. Nowy budynek dworca zaplanowano w miejscu oddalonym od dotychczasowego o ok. 200 metrów w kierunku wschodnim, co wynikało z zamiaru poprowadzenia w tamtym rejonie alei Tysiąclecia – części planowanej obwodnicy śródmiejskiej Warszawy.
Budowę, zaplanowaną początkowo na dwa lata, prowadzono w latach 1962–1969. W 1964 oddano do użytku część obsługującą ruch podmiejski z nowym pawilonem (od strony ul. Lubelskiej). Główny budynek dworca, od strony Szmulowizny i ul. Kijowskiej, z przeszkloną halą przykrytą dachem z olbrzymich kratownic, oddano do użytku 16 stycznia 1969 roku. Przez kilka lat, aż do wybudowania Dworca Centralnego, Dworzec Wschodni był najnowocześniejszą i najbardziej reprezentacyjną budowlą tego typu w Warszawie (otrzymał tytuł Mistera Warszawy). Dachy obu hal dworcowych mają nowatorską konstrukcję i ciekawą formę geometryczną. Do wystroju użyto różnokolorowych marmurów, porowatego trawertynu i betonu o zróżnicowanej fakturze, kawiarnię ozdobiła abstrakcyjna mozaika Marii Leszczyńskiej. Na dworcu zlokalizowano m.in. nowoczesną restaurację i bar samoobsługowy, księgarnię i salon fryzjerski. Jednak wiele lat zaniedbania i braku remontów spowodowało fatalny stan techniczny dworca. Projektant już w połowie lat 70. alarmował, że oszczędności materiałowe, do jakich został zmuszony przez władze podczas projektowania i budowy sprawiają, iż dworzec nadaje się do natychmiastowego remontu.
Zaniedbanie to sprawiło, że w rankingu przeprowadzonym podczas wakacji 2008 roku przez Gazetę Wyborczą Dworzec Wschodni oceniono jako najgorszy spośród 23 dworców największych polskich miast (choć np. pod względem czystości i poczucia bezpieczeństwa jeszcze gorsze oceny otrzymał Dworzec Centralny). Zdaniem dziennikarzy działało tu zbyt mało kas biletowych, hol dworca był zanieczyszczony przez gołębie, a wieczorem i nocą zaciemniony jak podczas nalotów w czasie wojny. Dworzec był też zupełnie nieprzyjazny dla niepełnosprawnych. Źle oceniono estetykę dworca, toalety, poczekalnie i przechowalnie bagażu, stosunkowo dobrze – dostępność usług i połączenia komunikacyjne z miastem.
Również Najwyższa Izba Kontroli w październiku 2008 r. po kontroli przeprowadzonej na 223 dworcach kolejowych w Polsce stwierdziła, że Dworzec Wschodni był wówczas jednym z najgorszych pod względem stanu technicznego. Uznano, że był niedostosowany do obsługi osób niepełnosprawnych (bariery architektoniczne, zbyt wysokie pulpity kasowe, mało miejsca w toaletach) oraz że PKP nie zapewniały tu pasażerom wystarczającego bezpieczeństwa i pozwalały na stałe przebywanie na dworcu osób bezdomnych (w raporcie NIK znalazły się nawet zdjęcia kloszardów). Nie utrzymywały też czystości w budynku dworca (w holu stale żerowały gołębie) i terenach przyległych, a nawet stwarzały zagrożenie sanitarne (wskutek zamykania toalet).
Przed Mistrzostwami Europy w Piłce Nożnej w 2012 kosztem 60 mln PLN przeprowadzono remont i modernizację dworca według projektu Biura AiB. Zmodernizowano obie hale dworcowe, w dużej hali wydzielono szklanymi ścianami część kasową, usunięto stragany i prowizoryczne pawilony handlowe, zainstalowano nowoczesny system informacji dworcowej z elektronicznymi tablicami oraz monitoring, odnowiono przejścia pod peronami. Przed halą podmiejską od strony ul. Lubelskiej uruchomiono dworzec autobusowy przeniesiony z dawnego dworca PKS Stadion. Nie udało się zbudować wind i schodów ruchomych na perony oraz zadaszeń nad peronami.

## Ruch kolejowy
Stacja przyjmuje i wyprawia pociągi dalekobieżne, kierowane przez dworzec Warszawa Centralna i stację Warszawa Zachodnia na południe, zachód i północny zachód kraju (w tym pociągi na Śląsk przez CMK, a także międzynarodowe pociągi w kierunku Niemiec). Dla pociągów wyprawianych z Warszawy Zachodniej w kierunkach wschodnim i północnym (m.in. do Gdyni, Lublina oraz w kierunku granicy z Białorusią) oraz pociągów przejeżdżających tranzytem przez Warszawę jest stacją przelotową. Pociągi od strony Lublina jadące dalej przez linię nr 9 w kierunku Trójmiasta, zmieniają kierunek jazdy na Dworcu Wschodnim, nie przejeżdżając przez inne dworce warszawskie. Warszawa Wschodnia obsługuje także pociągi podmiejskie Kolei Mazowieckich i SKM Warszawa.
Ruch towarowy omija stację, jest bowiem prowadzony przez stację Warszawa Gdańska. Dotyczy to jednak tylko znajdującej się na krańcu linii średnicowej, pasażerskiej części stacji. Na wschód od niej położona jest duża stacja towarowa, pełniąca funkcje stacji rozrządowej pod nazwą Warszawa Wschodnia Towarowa (spotykana jest także nazwa Warszawa Wschodnia Rozrządowa).

## Ruch pasażerski
| Rok  | Wymiana pasażerska na dobę | Miejsce w Polsce |
| ---- | -------------------------- | ---------------- |
| 2017 | 45 100                     | 5                |
| 2018 | 47 100                     | 4                |
| 2019 | 42 600                     | 6                |
| 2020 | 25 800                     | 3                |
| 2021 | 23 700                     | 6                |
| 2022 | 36 900                     | 5                |
| 2023 | 33 900                     | 8                |

## Budynek dworca
Zaprojektowany przez Arseniusza Romanowicza i Piotra Szymaniaka w latach 1956–1961 Dworzec Wschodni otrzymał formę dwubryłową, z głównym wejściem i zespołem handlowo-usługowym od strony północnej układu torowego oraz mniejszym terminalem do obsługi linii podmiejskich od strony południowej. Dworzec posiada siedem peronów typu wyspowego, numerowanych od strony głównego budynku przy ul. Kijowskiej. Perony od 1 do 4 obsługują ruch dalekobieżny, perony 6 i 7 przeznaczone są do obsługi ruchu podmiejskiego, zaś peron 5 jest uniwersalny. Perony są częściowo zadaszone i połączone trzema przejściami podziemnymi.
W latach 2010–2012 dworzec przeszedł kapitalny remont. Zachowano jedynie pierwotną konstrukcję stalową hali od ul. Kijowskiej, która została naprawiona i zabezpieczona antykorozyjnie. Zainstalowano nowe elewacje szklane, nowe podłogi z kamienia, instalacje techniczne, urządzenia sanitarne. Wyremontowany budynek dworca oddano do użytku z końcem maja 2012. Po remoncie budynek prezentuje się równie okazale jak w początkach swego istnienia.
Remontu nie wykonano na peronach (przeprowadzono jedynie drobne prace kosmetyczne), ich naprawa i przebudowa zaplanowana jest na kolejne lata.

## Otoczenie dworca
Niewygodne oddalenie Dworca Wschodniego od ul. Targowej wynikało z planów budowy alei Tysiąclecia, mającej pierwotnie stanowić część obwodnicy śródmiejskiej Warszawy (według obecnych założeń obwodnica będzie znajdowała się dalej na wschód). Pamiątką po nich jest przedłużona ul. Kijowska oraz zachowany pod peronami 6. i 7. dworca niedokończony tunel dla dwupasmowej ulicy wraz z linią tramwajową, której budowa była planowana na lata 2008–2011. Połączyć miała ulicę Grochowską z rondem Żaba.
W 2010 uchwalono miejscowy plan zagospodarowania przestrzennego rejonu dworca. Plan przewidywał m.in.:
- przedłużenie ul. Kijowskiej na północny wschód aż do ul. Zabranieckiej oraz na południowy zachód do ul. Sokolej, z przebudową skrzyżowania z ul. Targową,
- budowę al. Tysiąclecia z tunelem i linią tramwajową pod torami,
- utworzenie po obu stronach dworca, od ul. Kijowskiej i Lubelskiej, placów miejskich,
- budowę stacji metra pod placem od strony Kijowskiej,
- przeniesienie dworca autobusowego spod stadionu na teren między ul. Lubelską a projektowaną al. Tysiąclecia,
- wzniesienie nowych budynków mieszkalnych i usługowych wzdłuż ul. Kijowskiej oraz wokół obu placów.

## Dworzec w filmie
W czasach swojej świetności dworzec kilkakrotnie „występował” w filmach fabularnych, m.in.
- w komedii Tadeusza Chmielewskiego Nie lubię poniedziałku z 1971 na Dworzec Wschodni przyjechał zaopatrzeniowiec z prowincji (grany przez Jerzego Turka), który uciekając przed tłumem pasażerów pociągu podmiejskiego, jako pierwszy dopadł feralnej dla siebie taksówki
- w hali głównej dworca nakręcono scenę z udziałem dwóch pasażerów filmowanych przez telewizję w czasie miesięcznego zamknięcia stacji z powodu wystawy plakatów pt. „Podróż koleją skraca czas” w komedii Stanisława Barei pt. Co mi zrobisz jak mnie złapiesz z 1978